# إدغار أنغيلي
إدغار أنغيلي (بالكرواتية: Edgar Angeli)‏ هو عسكري كرواتي، ولد في 11 مايو 1892 في كارلوفاتش في كرواتيا، وتوفي في 17 يونيو 1945 في زغرب في كرواتيا.